# Večernij Urgant
Večernij Urgant (in russo Вечерний Ургант?, lett. "L'Urgant della sera") è un programma televisivo russo ispirato al David Letterman Show condotto da Ivan Urgant e in onda dal 2012 su Pervyj kanal.

## Struttura
Ogni puntata inizia con un'apertura tranquilla, con battute di solito associate agli ospiti della serata. Seguono i titoli di apertura con una serie di scatti notturni di Mosca, dove si trova Urgant. Tornato in studio, Urgant propone un monologo introduttivo con battute sull'attualità, la cultura pop o la politica. Successivamente, lo spettacolo prosegue con una o più parodie o temi ricorrenti, dopodiché Urgant presenta gli ospiti della serata per un'intervista Il segmento finale dello spettacolo prevede un'esibizione dal vivo di un ospite musicale.
Lo spettacolo viene registrato dal vivo davanti a un pubblico alle 16:30 (ora di Mosca, UTC+3) del giorno della messa in onda della puntata, anche se alcune interviste possono anche essere state registrate con giorni di anticipo, a seconda della disponibilità dell'ospite. Chiunque abbia più di 16 anni può compilare una domanda di registrazione sul sito web dello show per far parte del pubblico dello studio.

## Ciao, 2020!
Ciao, 2020! è stata un'edizione speciale andata in onda il 30 dicembre 2020 e trasmessa completamente in lingua italiana, con sottotitoli in russo.
Il programma, condotto da Ivan Urgant nei panni di Giovanni Urganti, ha proposto una parodia del tradizionale programma televisivo Goluboj ogonëk trasmesso la notte di Capodanno dalla televisione sovietica, attraverso una ricostruzione filologica dei varietà trasmessi dalle reti televisive italiane negli anni ottanta, nella quale sono stati reinterpretati balletti e canzoni nello stile italiano di quegli anni, intervallati da interviste improbabili ad artisti fittizi, mimando sia il sound originale della musica del periodo sia la regia, come le sequenze ripetute di ospiti che ballano davanti alla telecamera mentre questa si fa spazio tra la folla.
Le canzoni presenti nello show, con l'eccezione di una cover in versione hardbass di Mamma Maria dei Ricchi e Poveri, sono state riadattamenti in italiano di brani tradizionali oppure singoli degli artisti russi che hanno partecipato alla trasmissione.

### Il programma
Il programma, ispirato a Drive In, Popcorn e Discoring, è stato aperto da un'introduzione del presentatore Giovanni Urganti (Ivan Urgant) in russo:
(Ivan Urgant)
Dopo l'introduzione, è partito il primo stacco musicale dal titolo Cinque Minuti, interpretato dallo stesso personaggio, stereotipo di un presentatore italiano dotato di papillon, giacca a righe e una montatura che ricorda quella usata da Toto Cutugno. Poi è stata la volta di Niletto Niletti e Claudia Cocca, che hanno cantato Crush, il cui peculiarissimo testo suona così: "Tu sei mio nemico, non sei mio amico / Io sono maniaco, io posso strozzare a te, tu sarai sempre mia". Il programma è continuato con l'intervista al regista pornografico Alessandro Pallini, seguita da un nuovo stacco musicale per opera di Jony, La Cometa.
Alternando momenti musicali a interviste, il programma è giunto al gran finale con l'ingresso in scena di Pippo il Secondo, una specie di papa ortodosso che autorizza l'inizio del nuovo anno, attivando da una ciabatta l'accensione delle luci di un albero di Natale alle sue spalle. In chiusura, è stato interpretato il brano Chiesi io al Frassino.

### Allusioni sessuali
La trasmissione è stata costellata di continui riferimenti sessuali. Durante la tombola, ad esempio, venivano estratti esclusivamente i numeri che iniziano per sessanta, e le telecamere inquadravano insistentemente il décolleté della valletta Allegra Michele (Alla Micheeva) mentre scandiva le prime lettere del numero estratto (siss... antacinque e così via) rendendo chiaro il riferimento alla parola sis'ki (сиськи, seno).
Le allusioni continuavano durante l'intervista all'attore e regista pornografico Alessandro Pallini (Aleksandr Pal), il quale mostrava al conduttore la sua nuova opera utilizzando una telecamera portatile ed enfatizzando la presenza di soli attori uomini. E ancora, durante lo stacco pubblicitario (anch'esso fittizio e parte integrante del programma), un uomo vestito da Babbo Natale rientrando in casa sorprendeva un ragazzo muscoloso a letto insieme alla moglie, la quale, alla richiesta di spiegazioni, rispondeva che grazie al detersivo Buono esegue più velocemente le faccende domestiche così rimane più tempo per l'amore. Il marito, alla fine, li raggiungeva a letto.
Si continua con l'intervista alle attrici del telefilm Quattro putane (sic) (in russo Чики [chiki], ragazze). Si sono presentate solo tre delle quattro protagoniste: Irene Nosa (Irina Nosova) affermerà che la quarta "sta lavorando". Infine, in una delle interviste, il comico Enrico Carlacci (Garik Charlamov) ha cantato una canzone che ripeteva incessantemente E canti, e balli: e balli ha un'assonanza con il termine russo jebat' (ебать, scopare).

### Partecipanti e canzoni
| Pos. | Artista                              | Nome italianizzato                               | Canzone (Canzone originale)                                     | Note |
| ---- | ------------------------------------ | ------------------------------------------------ | --------------------------------------------------------------- | --- |
| 1    | Ivan Urgant e Frukty                 | Giovanni Urganti e Tutti Frutti                  | Cinque minuti (Пять минут, Pjat' minut)                         | La canzone proviene del musical Karnaval'naja noč' (Карнавальная ночь, Notte di carnevale) e originariamente cantata da Ljudmila Gurčenko. È la tipica canzone di capodanno in Russia. |
| 2    | Niletto e Klava Koka                 | Niletto Niletti e Claudia Cocca                  | Crush (Краш, Kraš)                                              | |
| 3    | Jony                                 | Jony                                             | La cometa (Комета, Kometa)                                      | |
| 4    | Artik & Asti                         | Arti e Asti                                      | Bambina balla (Девочка танцуй, Dévočka, tantsùj)                | |
| 5    | Cream Soda                           | Crema de la Soda                                 | Piango al tecno (Плачу на техно, Plaču na techno)               | |
| 6    | Dora                                 | La Dora                                          | Innamorata (Втюрилась, Vtjurilas')                              | |
| 7    | Nikolaj Baskov con Danja Milochin    | Nicola Bascha con Danielle Milocchi              | La baldoria (Дико тусим, Diko tusim)                            | |
| 8    | Egor Krid                            | Giorgio Criddi                                   | Ragazza copertina (Девочка с картинки, Devočka s kartinki)      | |
| 9    | Ivan Dorn                            | Giovanni Dorni                                   | Cicchi (Чики, Čiki)                                             | |
| 10   | Zivert                               | Julia Ziverti                                    | Credo (Credo)                                                   | Il nome della canzone rimane invariato perché omonimo |
| 11   | Little Big                           | Piccolo Grandi                                   | Mamma Maria                                                     | La canzone è una cover hardcore del brano originale dei Ricchi e Poveri |
| 12   | Monetočka, Vitja Isaev e Ivan Urgant | La Soldinetta, Vittorio Isaia e Giovanni Urganti | Chiesi io al frassino (Я спросил у ясеня, Ya sprosil u jasenja) | La canzone fa parte della colonna sonora, originariamente cantata da Sergei Nikitin, del film degli anni settanta Equivoci di una notte di capodanno, classico film di Capodanno       |

## Ciao, 2021!
Dato il successo è stata annunciata la messa in onda di Ciao, 2021! per il capodanno del 2022.. La première è stata trasmessa su YouTube a partire dalle 20.30 del 1º gennaio 2022.

### Partecipanti e canzoni
| Pos. | Artista                     | Nome italianizzato           | Canzone (Canzone originale)                                                                              |
| ---- | --------------------------- | ---------------------------- | --- |
| 1    | Ivan Urgant                 | Giovanni Urganti             | Musica, ritmo e stile (Три белых коня, Tri belych konja)                                                 |
| 2    | Ljusja Čebotina             | Lucia Ciabatta               | Sole a Milano (Солнце Монако, Solnce Monako)                                                             |
| 3    | Dead Blonde                 | Bionda Morta                 | Il ragazzo con la giardinetta (Мальчик на девятке, Mal'čik na devjatke)                                  |
| 4    | Ėl'dar Džarachov            | Dario Giaracci               | In un momento (Я в моменте, Ja v momente)                                                                |
| 5    | Vanja Dmitrienko            | Giovanni Demetrio            | Venere-Urano (Венера - Юпитер, Venera – Jupiter)                                                         |
| 6    | My Michelle e Eva Pol'na    | La Mia Michela & Eva Pollini | L'inverno nel cuore (Зима в сердце, Zima v serdce)                                                       |
| 7    | Maniža                      | Manigi                       | Uomo italiano (Russian Woman)                                                                            |
| 8    | Slava Marlow                | Vincenzo Marlini             | Bruci come incendio (Ты Горишь Как Огонь, Ty goriš' kak ogon')                                           |
| 9    | Loboda                      | La Boda                      | Caro amico (Родной, Rodnoj)                                                                              |
| 10   | Galibri & Mavik             | Galibri e Mavini & Habibi    | Federico Fellini e Bacca di lampone (Федерико Феллини, Federiko Fellini e Ягода малинка, Jagoda malinka) |
| 11   | Valerij Jakovlevič Leont'ev | Valerio Leonci               | Margherita (Маргарита, Margarita)                                                                        |
| 12   | Basta e Polina Gagarina     | Vasco Vaculecci e Gaga Rini  | Sanremo (Сансара, Samsara)                                                                               |
| 13   | Ljubė                       | Amore                        | L'Italia mia (От Волги до Енисея, Ot Volgi do Eniseja)                                                   |

Partecipano anche alcuni cantanti italiani, tra cui Toto Cutugno, i Matia Bazar, i Ricchi e Poveri, Fedez e Al Bano, che compaiono in un messaggio preregistrato verso la conclusione della trasmissione.

### Allusioni e riferimenti
Anche in quest'edizione, esattamente come nella precedente, sono presenti alcuni riferimenti sessuali: prima dell'esibizione di Lucia Ciabatta, Allegra Michele è costretta ad abbassarsi per farsi inquadrare dalla telecamera, che si era invece soffermata sul suo seno. Durante un finto stacco pubblicitario, Allegra Michele e Matteo Crustaldi interpretano una coppia, in cui lei vorrebbe trascorrere una serata romantica col marito ma lui, in modo rude, le chiede di portargli immediatamente da mangiare. Allora lei, per consolarsi, aziona la lavatrice "Amico" e ci si siede sopra, venendo raggiunta poco dopo dal marito.
Intorno a metà spettacolo si tiene una finta elezione di Miss Italia in cui a vincere è Miss Lombardia, la moglie (sempre fittizia) di Giovanni Urganti. Poco dopo, Allegra Michele e Alessandro Guddini conducono un segmento in cui alcuni membri del pubblico partecipano al Gioco del calamaro (chiaro riferimento alla serie Squid Game, prodotta da Netflix): a vincere sono due concorrenti coreani e Alessandro Guddini commenterà il fatto dicendo che sono sempre gli asiatici a vincere a questo gioco.
Lo spettacolo è stato sponsorizzato, tra gli altri, da Martini, Pepsi e dalla banca russa AlfaBank (italianizzata in Banca di Alfa durante il segmento di Miss Italia). Per quanto riguarda Martini, questa non viene mai nominata esplicitamente ma compare in numerosi segmenti del programma, tra cui tutti quelli ambientati nel bar e quello della pubblicità della lavatrice "Amico": tale scelta è dovuta al fatto che in Russia è vietata la pubblicità di bevande alcoliche. Per quanto riguarda Pepsi, invece, si trovano vari siparietti in cui Giovanni e Allegra bevono insieme una bottiglietta della suddetta bevanda. Ogni volta che i conduttori aprono e iniziano a bere, parte una musica sensuale e arriva in faccia ai conduttori una folata di vento che gli fa svolazzare i capelli. Infine, lo spettacolo è spesso interrotto da blocchi pubblicitari in cui vengono pubblicizzate AlfaBank e Pepsi.